# Alexander Grimm
Alexander Grimm (ur. 6 września 1986 w Augsburgu) – niemiecki kajakarz górski, złoty medalista olimpijski z Pekinu.
Startuje w slalomie w kajaku-jedynce (K-1). Członkiem seniorskiej kadry narodowej jest od 2005, wcześniej odnosił sukcesy w rywalizacji juniorów. W dorosłej rywalizacji był mistrzem świata w konkurencjach drużynowych. Niespodziewanie wygrał krajowe kwalifikacje olimpijskie. Wywalczone przez niego złoto było pierwszym medalem tej barwy dla Niemiec na IO 08.
Jego młodsza siostra Michaela Grimm również uprawia kajakarstwo.

## Starty olimpijskie (medale)
Pekin 2008
- K-1 slalom -  złoto